# Миктлантекутли
Миктланте́кутли, Миктлантекухтли (исп. Mictlantecuhtli — «Владыка Миктлана») — владыка загробного (подземного) мира Миктлан в мифологии ацтеков.

## Мифология
Изображался в виде окровавленного скелета или человека с зубастым черепом вместо головы, поглощающего души умерших. Его постоянные спутники — летучая мышь, паук и сова; его голова украшена перьями совы, он носит ожерелье из человеческих глаз.
Его жена — богиня Миктлансиуатль, вместе с которой они обитают в самой нижней, девятой преисподней Миктлана в доме без окон. Его жилище иногда называли Тлальшикко (Пуп земли); считалось, что оно находится далеко на севере. Повелителям Миктлана прислуживали демоны-цицимиме. По одному из мифов, супруги были сотворены богами-творцами Ометекутли и Омесиуатль, чтобы править преисподней.

## Культ
Среди нескольких ацтекских божеств смерти и загробного мира Миктлантекутли был наиболее почитаемым. В его царство попадали люди, умершие обычной смертью, то есть, не на войне, не во время жертвоприношения и не от родов. Поклонение ему включало ритуальный каннибализм. Миктлантекутли считался владыкой Севера и покровителем людей, рождённых в 6 день недели, посвящённый Itzcuintli (собаке); собака являлась проводником душ умерших в Миктлане. Вместе с солнечным богом Тонатиу он покровительствовал 10 неделе года, символизируя дихотомию света и тьмы.

## Легенда о сотворении людей
Согласно ацтекским мифам, Кетцалькоатль (иногда вместе с братом-близнецом Шолотлем) был послан другими богами к Миктлантекули за костями умерших прежних поколений, чтобы создать из них новых людей. Вот как описывается это в «Легенде Солнц» (Кодекс Чимальпопока, 1558 год):
1. После того как Кетцалькоатль пришёл в Миктлан, он подошёл к Миктлантекутли и к Миктлансиуатль и тут же сказал им:
2. «Я пришёл искать ценные кости, которые ты хранишь, я пришёл за ними».
3. Тогда Миктлантекутли спросил: «Что ты сделаешь с ними, Кетцалькоатль?»
4. И ещё раз сказал (Кетцалькоатль): «Боги озабочены тем, чтобы кто-нибудь жил на Земле».
5. Тогда Миктлантекутли ответил: «Хорошо, играй на моей раковине и обойди четыре раза вокруг моих владений».
6. Но его раковина не имела дырок; тогда (Кетцалькоатль) позвал червей, они сделали дырки, в которые затем вошли пчёлы и шершни, и она зазвучала.
7. Когда Миктлантекутли услышал это, он сказал: «Хорошо, бери их».
8. Однако Миктлантекутли сказал своим слугам: «Люди Миктлана! Боги, скажите Кетцалькоатлю, что он должен их оставить».
9. Кетцалькоатль ответил: «Нет, я сразу овладею ими».
10. Он сказал своему нагуаль: «Иди, скажи, что я их оставлю».
11. И он громогласно сказал: «Приду и оставлю их».
12. Но затем он поднялся и взял ценные кости: на одной стороне лежали вместе кости мужчины, на другой кости женщины. Кетцалькоатль взял их и сделал из них связку.
13. Тогда Миктлантекутли ещё раз сказал своим слугам: «Боги, неужели Кетцалкоатль действительно уносит ценные кости? Боги, идите и сделайте яму».
14. Затем они сделали это, и Кетцалькоатль упал в яму. Он споткнулся, его испугали перепёлки. Он упал замертво, и драгоценные кости рассыпались, и их обклевали перепёлки.
15. Когда Кетцалькоатль воскрес, он огорчился и спросил у своего нагуаль: «Что мне делать, нагуаль мой?»
16. Тот ответил: «Раз ничего не получилось, будь что будет».
17. Он собрал их, сделал из них свёрток и отнёс в Тамоанчан.
18. И как только пришла та, которая зовётся Килацтли, она же Сиуакоатль, смолола их и положила в ценный таз.
19. Над ним Кетцалькоатль выпустил кровь своего члена. И тут же стали совершать обряд покаяния те боги, которые упоминались, — Апантекутли, Гуиктлолинки, Тепанкицки, Тлайяманак, Тцонтемок и шестой из них Кетцалькоатль.
20. Они сказали: «О боги, родились масегуалы (заслуженные покаянием)».
21. Потому что ради нас боги совершили покаяние.
Так как сломанные кости оказались разных размеров, то люди различаются по росту. Любопытно, что в кодексе Мальябекиано Кетцалькоатль упоминается как сын Миктлантекутли.

## Миктлантекутли в массовой культуре
- В игре Корсары: Город потерянных кораблей Миктлантекутли представлен как главный страж Теночтитлана
- В анимационном фильме Константин: Город демонов Миктлантекутли был призван главным героем для уничтожения высших демонов, разлагавших Лос-Анджелес.